# Mulyoharjo (Pagerbarang)
Mulyoharjo is een bestuurslaag in het regentschap Tegal van de provincie Midden-Java, Indonesië. Mulyoharjo telt 3272 inwoners (volkstelling 2010).